# Rudolph Franz
Pour les articles homonymes, voir Franz.
Rudolph Franz était un physicien prussien, né le 16 décembre 1826 à Berlin et décédé le 31 décembre 1902 à Berlin.

## Biographie
Rudolph Franz étudia à Bonn les mathématiques et les sciences naturelles, où il obtint son doctorat en 1850. La même année, il commença à enseigner au lycée berlinois du monastère franciscain. En 1857, il passe son habilitation à diriger des recherches à l'Université Humboldt de Berlin, où il donna des cours de physique jusqu'en 1865.
Il doit sa notoriété à sa coopération avec Gustav Wiedemann, avec lequel il développa la loi de Wiedemann et Franz en 1853. Cette loi établit le rapport entre la conductivité électrique et la conductivité thermique d'un métal en fonction de la température.

## Œuvre
G. Wiedemann, R. Franz, Über die Wärme-Leitungsfähigkeit der Metalle, Annalen der Physik und Chemie, Bd. 139, Nr 8. 1853.